# Det Missionerende Kopimistsamfund
Det Missionerende Kopimistsamfund er et trossamfund indenfor Kopimismen. Tilhængerne hævder, at kopimisme er en religion, hvor dogmen er at kopiering og spredning af information betragtes som en hellig handling, et sakramente. Religionen er blevet anerkendt i Sverige i 2012, efter tre ansøgninger.
Samfundet blev grundlagt i Sverige i 2010 af den 19-årige filosofistuderende Isak Gerson, som er samfundets missionsforstander, og højeste åndelige leder. Han er desuden Ung Pirat og kasserer i den kristne studenterbevægelse i Sverige, og prøver at forene disse to religioner. Selvom repræsentanterne mener, at kopimismen er en religion, nævner organisationens hjemmeside ingenting om tro på overnaturlige fænomener eller guder. Ctrl+C og Ctrl+V betragtes som hellige symboler.